# Shuren-Universität Zhejiang
Die Shuren-Universität Zhejiang (Chinesisch: 浙江树人大学, Pinyin: Zhèjiāng Shùrén Dàxué) ist eine private Universität in der Stadt Hangzhou der chinesischen Provinz Zhejiang.

## Beschreibung
Der ältere Campus der Universität liegt im Norden der Stadt im Stadtbezirk Gongshu und hat eine Studentenzahl von ca. 15.000. Momentan wird ein neuer Campus im Kreis Tonglu der Stadt Hangzhou gebaut. Auf diesem Campus sollen die Studienanfänger die erste Zeit ihres Studiums absolvieren. Die Universität möchte auf diesem Wege mehr Studenten ein Studium ermöglichen.
Die Schwerpunkte der Lehrveranstaltungen liegen auf der einen Seite im fremdsprachlichen Bereich, auf der anderen Seite sind die Umweltwissenschaften und die Servicewissenschaften von großer Bedeutung. Insgesamt besteht die Universität aus zehn Fakultäten.
Die Shuren-Universität Zhejiang hat etwa 770 Angestellte, von denen 525 Vollzeitdozenten und Vollzeitlehrer sind. Viele der Dozenten haben nationale Auszeichnungen erhalten, so ist ein Lehrer ein „National Excellent Teacher“ und drei Lehrer sind „Provincial New Stars of Higher Education“.

## Geschichte
Die Shuren-Universität wurde durch die Zusammenlegung zweier älterer Schulen im Jahre 1984 gegründet und ist heute eine der ältesten privaten Universitäten in der Volksrepublik. Sie wurde seit ihrer Entstehung stark vergrößert: So wurde beispielsweise der Campus ausgebaut und es wurden immer wieder neue Gebäude, wie die Bibliothek, errichtet. Auch wurden größere Wohnheime für Studenten und junge Lehrer errichtet, um die Wohnbedingungen zu verbessern. Es werden mittlerweile für alle Studenten Wohnheimplätze angeboten.